# Русская народная культура

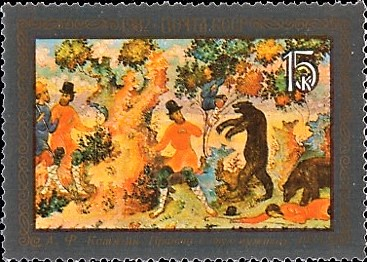
Мстёрская миниатюра, «Притча о двух мужиках», А. Ф. Котягин, 1933. Почтовая марка СССР, 1982, оформление Н. Черкасова

Русская народная культура — духовная и материальная культура русского этноса в её традиционном и внепрофессиональном аспекте.

## Фольклор

### Сказки и былины

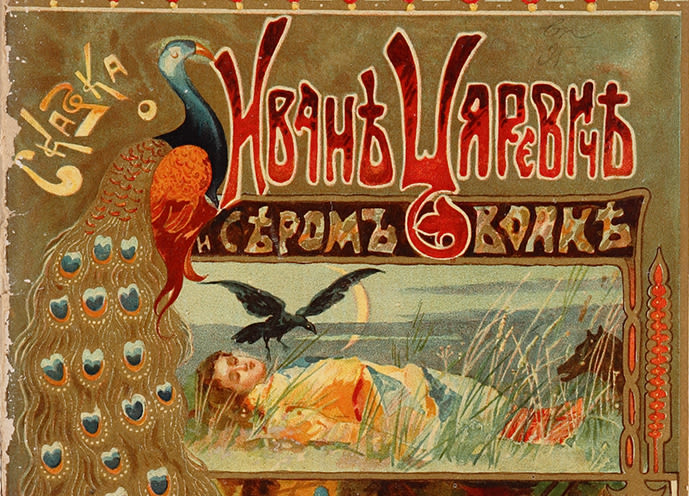
«Сказка о Иване-Царевиче и Сером волке»

Русские сказания делятся на сказки и былины (в оригинале ста́рины) . Героями сказок являются вымышленные персонажи, часто волшебные животные (волки, Курочка Ряба, Гуси-лебеди, Кот-Баюн, Конёк-Горбунок, Царевна-лягушка) или божественные существа (Кощей Бессмертный, Баба-Яга, Чудо-юдо, Жар-птица, Колобок, Терёшечка, Глиняный парень).
Героями былин как правило являются лица, которым приписывается реальное историческое существование князья (Владимир Святой) или богатыри (Илья Муромец, Алеша Попович, Добрыня Никитич, Скопин-Шуйский), врагами которых являются исторические противники Руси: «войско басурманское» и «хан татарский» (Идолище Поганое). Действия былин как правило разворачиваются вокруг стольного града Киев. Иногда героями русских былин становились чужеземные персонажи, например, англо-нормандец Бова Королевич, еврей Самсон Самойлович или перс Еруслан Лазаревич (Рустам).

### Музыка

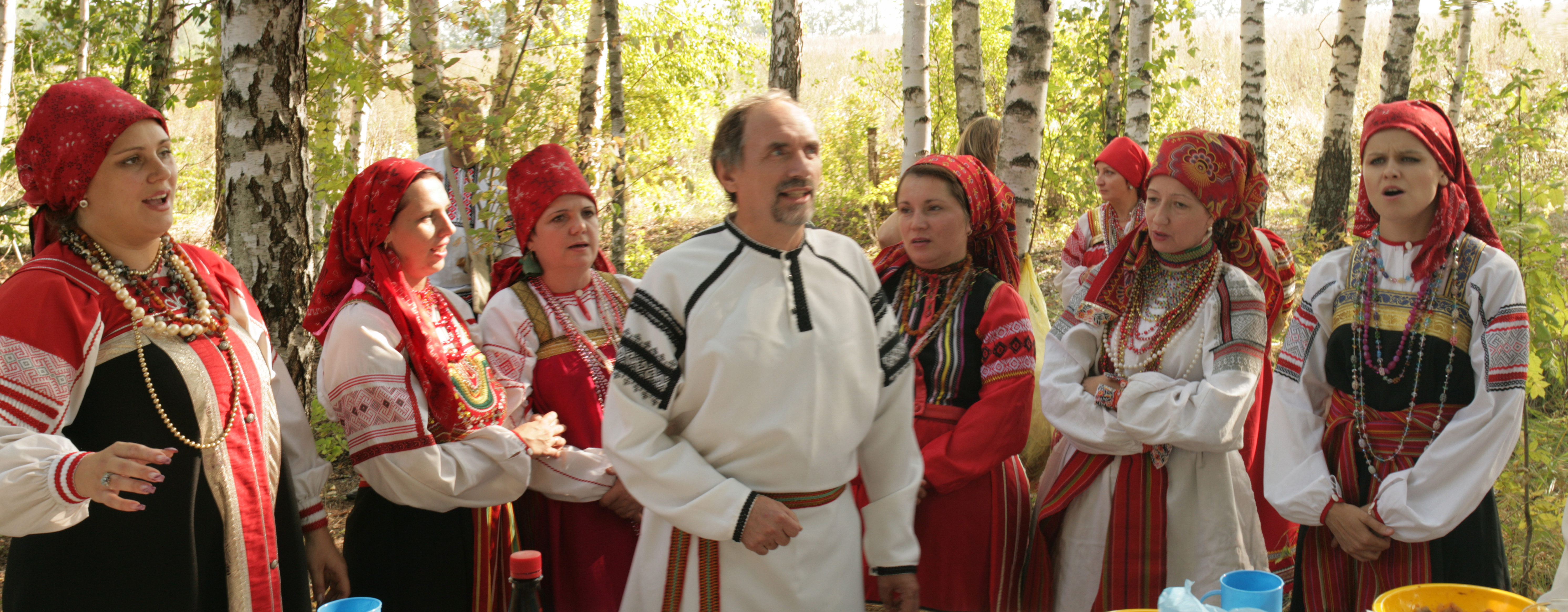
Ансамбль аутентичной музыки «Пересек».

Русская музыкальная культура устной традиции обладает выраженным единством. Основу жанровой системы составляют трудовые наигрыши, припевки и песни, обрядовый фольклор (календарно-земледельческий и семейно-бытовой), эпические жанры (былины, исторические песни), духовные стихи, хороводы и пляски с песнями, лирические песни крестьянской традиции, городские лирические песни, инструментальная музыка.
Музыкальные традиции различны по соотношению жанров, музыкальной и поэтической стилистике, манере исполнения. Обобщённо местные традиции можно сгруппировать по регионам: западный, северный, центральный, южный, поволжский, уральский, сибирский. Географические границы местных музыкальных особенностей довольно гибкие и подвержены изменениям.

### Песня

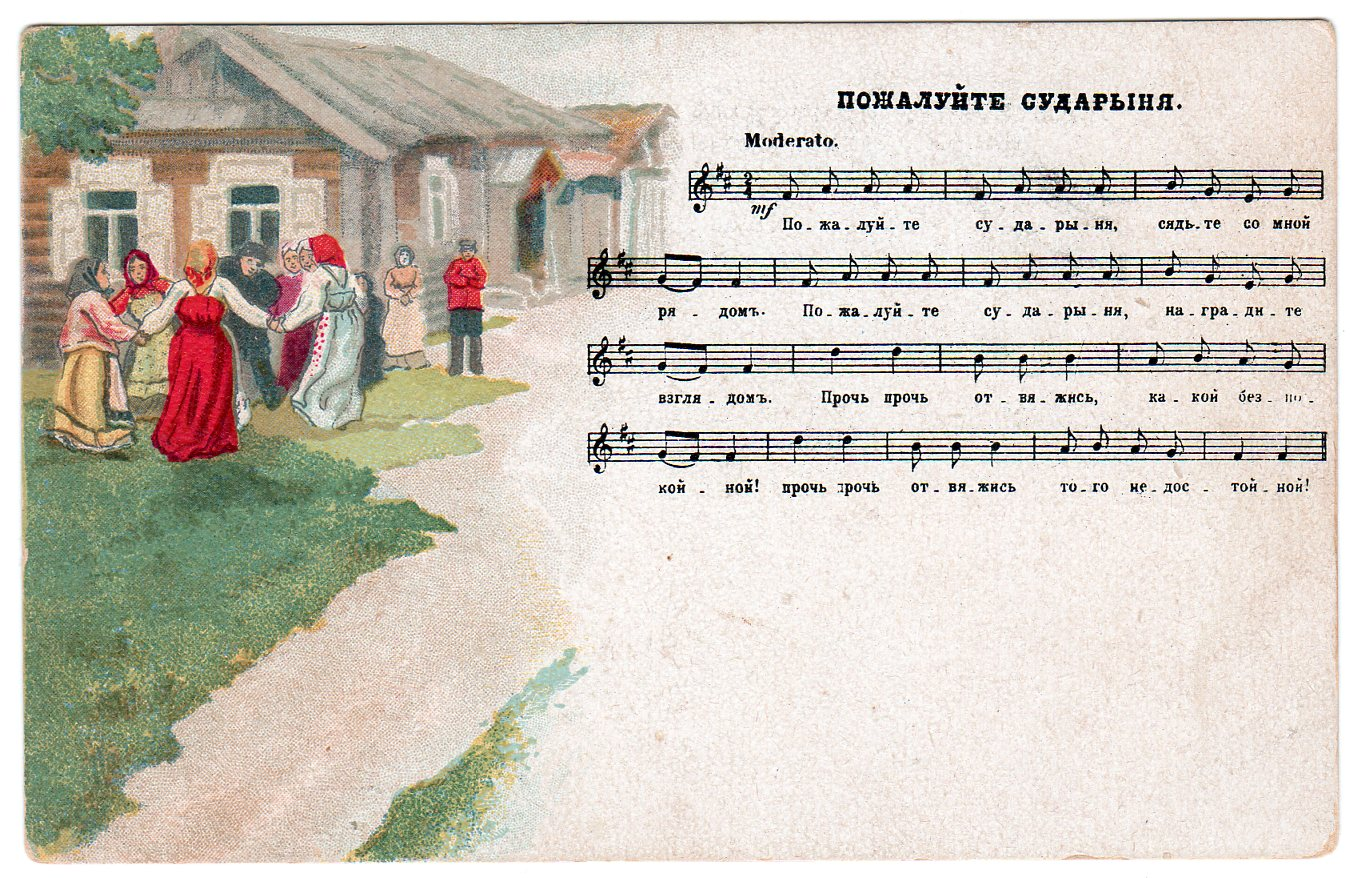
Пожалуйте сударыня. Русская народная песня. Дореволюционная открытка.

Чаще всего у народной песни нет определённого автора, или автор неизвестен, но известны и народные песни литературного происхождения. Существенная черта большинства жанров русской народной песни — непосредственная связь народной песни с бытом и трудовой деятельностью (напр., песни трудовые, сопровождающие различные виды труда — бурлацкие, покосные, прополочные, жатвенные, молотильные и др., обрядовые, сопровождающие земледельческие и семейные обряды и празднества, — колядки, масленичные, веснянки, купальские, свадебные, похоронные, игровые, календарные и т. п.).
В русской песне есть свои наиболее употребительные размеры: в 2/4 и 4/4. Размер в 3/4 реже. Он употребляется обычно в обрядовых, например свадебных песнях. Русская крестьянская песня архаична, она строится в пятиступенных ладах. Для русской народной песни характерно богатство житейских бытовых мотивов.

#### Частушка
Частушка — короткая русская народная песня, обычно, юмористического содержания, передаваемая обычно устно. Таким образом, частушка является элементом фольклора. Особенное развитие изустное творчество получает в областях, запрещённых цензурой. В предсоветскую эпоху, к таким темам относилась религия.
Текст частушки — обычно четверостишие, написанное хореем, в котором рифмуются 2-я и 4-я строки (иногда перекрестно рифмуются все строки). Характерной чертой языка частушки является его выразительность и богатство языковых средств, часто выходящее за рамки литературного языка. Частушка часто исполняется под аккомпанемент гармони или балалайки. Возникла в последней трети XIX века как элемент сельского фольклора, но наибольшее развитие получила после становления советской власти.

### Танец

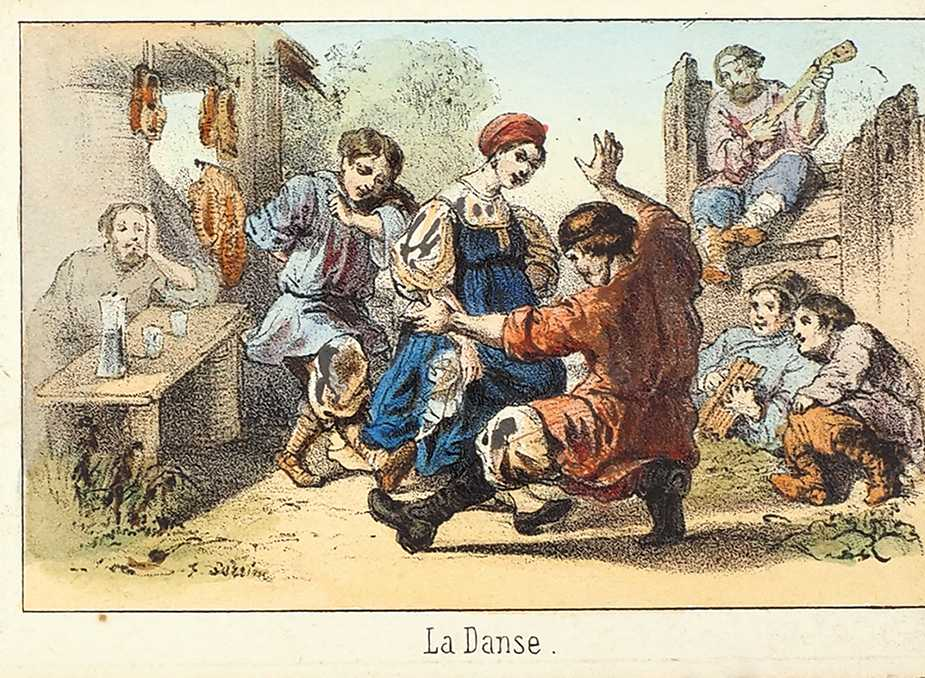
Русская пляска «Трепак»

Движения в некоторых танцах имитировали движения животных и птиц, в других — отражали трудовые процессы (посев, жатва, ткачество). Первоначальный танец, как и песня, выполнял магическую роль, поэтому в календарно-обрядовых танцах сохранилось много архаичных черт.
Связь русского народного танца с обрядами была характерна для многих хороводов и некоторых видов пляски. Одиночная пляска, перепляс и кадриль не были связаны с обрядами.
Русский народный танец, в зависимости от местности, исполняется по-своему. На Севере — степенно, величаво. В Центральной части — то спокойно и лирично, то живо и весело. На Юге — задорно, с удалью. Вместе с тем существуют и общие черты русского народного танца, обусловленные в немалой степени национальным характером народа. Мужской танец отличают необыкновенная жизнерадостность, юмор, размах, уважительное отношение к партнерам. Для женского танца характерны плавность, задушевность, женственность, благородство, несмотря на то, что иногда он исполняется живо и задорно.
Основные жанры: Хоровод, Танок, Русская пляска, Русская кадриль.

## Свадебные обряды

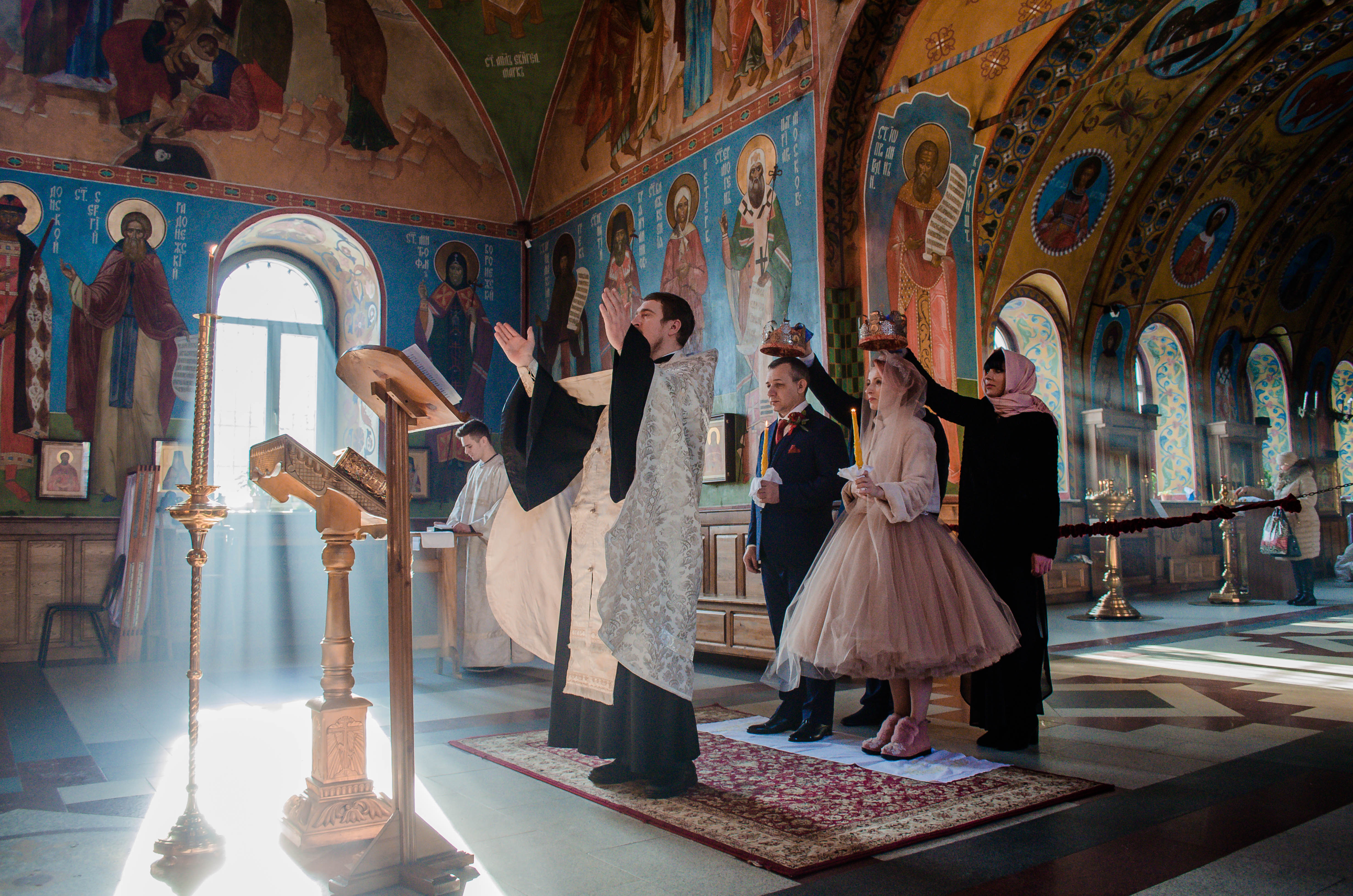
Венчание

В древности свадебный обряд состоял из сватовства, смотрин, свадебного поезда, венчания в церкви и свадебного пира.
В современной России он сокращён до помолвки, мальчишника, свадебной церемонии (где невеста одета в фату и белое платье, а жених — в костюм; во время церемонии происходит обручение, то есть надевание свадебных колец), свадебного кортежа (прогулка на специально заказанном лимузине), фотосессии и банкета, во время которого перед употреблением спиртных напитков (шампанского) гости кричат «Горько!», что означает призыв к прилюдному поцелую жениха и невесты. Современные свадебные церемонии проводятся во дворцах бракосочетаний, покидая которые, гости осыпают путь молодоженов монетами, а самих осыпают зерном. Молодая жена торжественно бросает свой букет. После свадьбы начинается медовый месяц, который часто сопровождается свадебным путешествием.

## Похоронный обряд
Мёртвых принято хоронить в деревянных гробах на кладбище. Над могилой возводят каменный или деревянный крест с именем, отчеством и фамилией умершего. Также запись снабжается фотографией и годами жизни. В советские годы кресты заменялись каменными плитами в форме параллелепипеда или каменными стелами с изображением пятиконечной звезды. Могилы нередко ограждаются невысокой металлической оградкой. На могилы приносят цветы, но иногда их засаживают деревьями, отчего кладбище нередко напоминает парк. Похоронный обряд может сопровождаться поминальной панихидой. Особо отмечаются 9 и 40 день после смерти, поскольку это время душа ещё не обретает покоя (мытарства). Все это время длится траур. В доме умершего фотографию умершего помещают в чёрную траурную рамку. Нередко перед ней ставят стопку водки. Зеркала в доме занавешиваются тканью. Смеяться или улыбаться в это время считается дурным тоном. После захоронения умершего родственники и знакомые собираются на поминки. В древности умершего облачали в саван и хоронили не раньше третьего дня. В современной России получил распространение обряд кремации и захоронение в колумбарии.

## Одежда

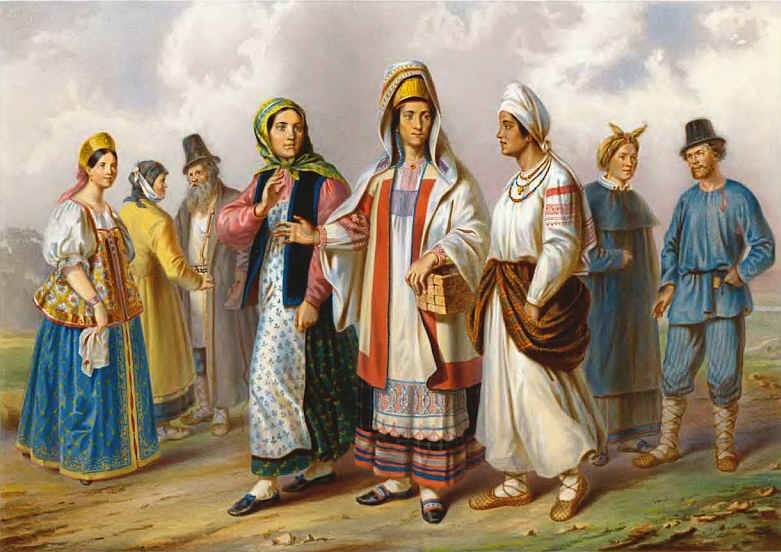
Великороссияне разных губерний.

Русская традиционная одежда издревле была подвержена различным влияниям и была обусловлена суровыми русскими зимами. Женщины обыкновенно носили сарафаны и рубашки. Большое разнообразие представляли Русские народные головные уборы: здесь и пуховые платки (Оренбургский пуховый платок), кичка и торжественные кокошники. Мужчины носили рубашки-косоворотки, кафтаны, тулупы, армяки. На голове русские мужчины носили картузы, фуражки. В XX веке распространились шапки-ушанки. Богатые люди предпочитали шубы и сапоги. Простые люди издревле носили лапти и валенки. Праздничная русская одежда обычно содержала три цвета, ставшие цветами национального флага: белый, красный и синий.

## Зодчество

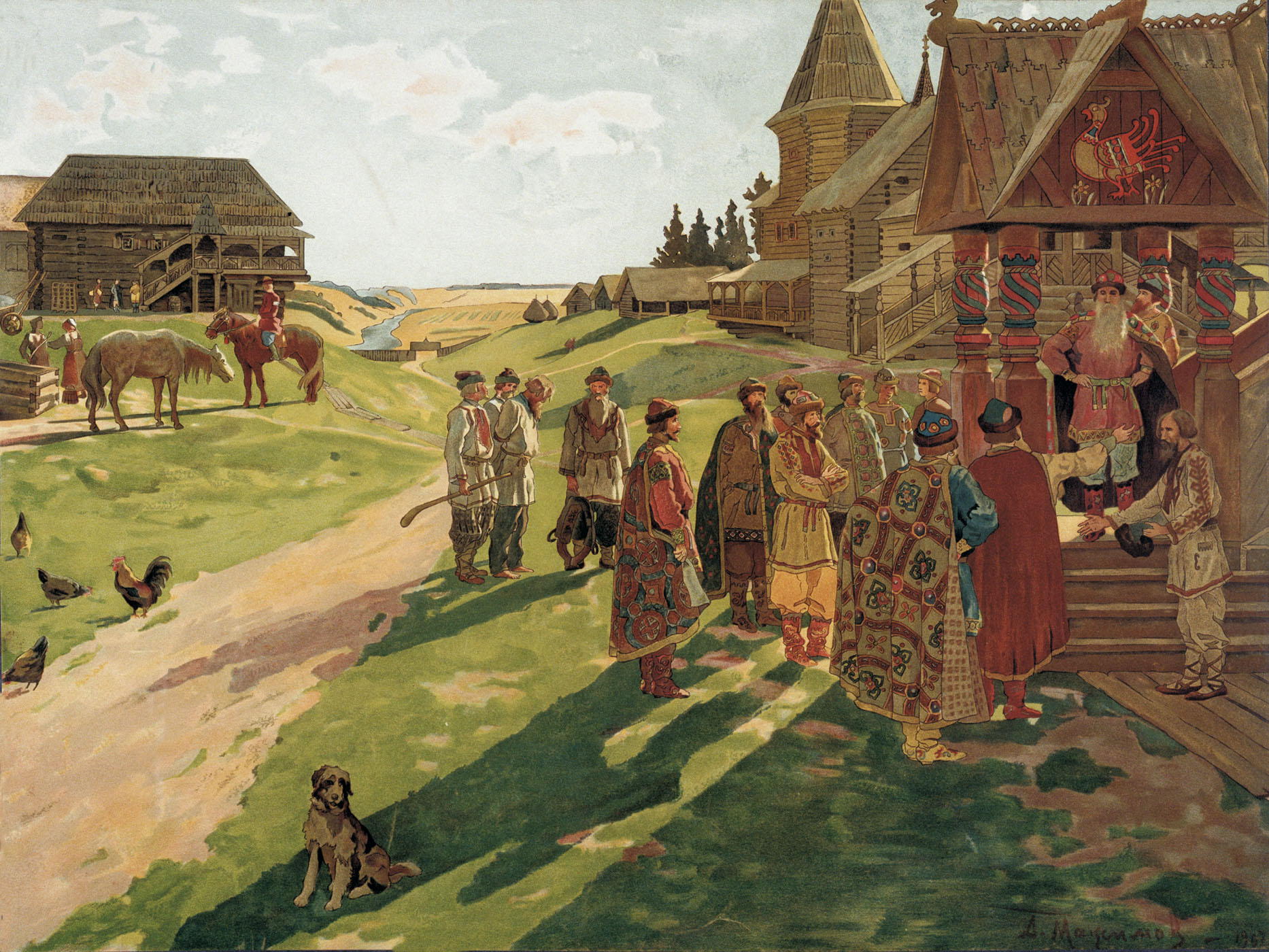
А. Максимов. «В усадьбе князя». 1907 год.

Древнерусское зодчество представляло собой сооружение из дерева — избу, построенную по срубной или каркасной технологии. Реже, в основном, на юге, бытовали каменные, глинобитные жилища. В традиционном виде к настоящему времени почти не встречается, но его традиции сохраняются в архитектуре сельского жилища, а также в дачном строительстве.

## Ремёсла
Древнерусские ремесленники производили более 150 видов железных и стальных изделий. Эта продукция играла важную роль в развитии товарных связей городов с сельской местностью. Древнерусские ювелиры владели искусством чеканки цветных металлов. В ремесленных мастерских изготовлялись орудия труда (лемехи, топоры, зубила, клещи и т. д.), оружие (щиты, кольчужная броня, копья, шеломы, мечи и др.), предметы быта (ключи и т. п.), украшения — золотые, серебряные, бронзовые, медные.

## Кухня

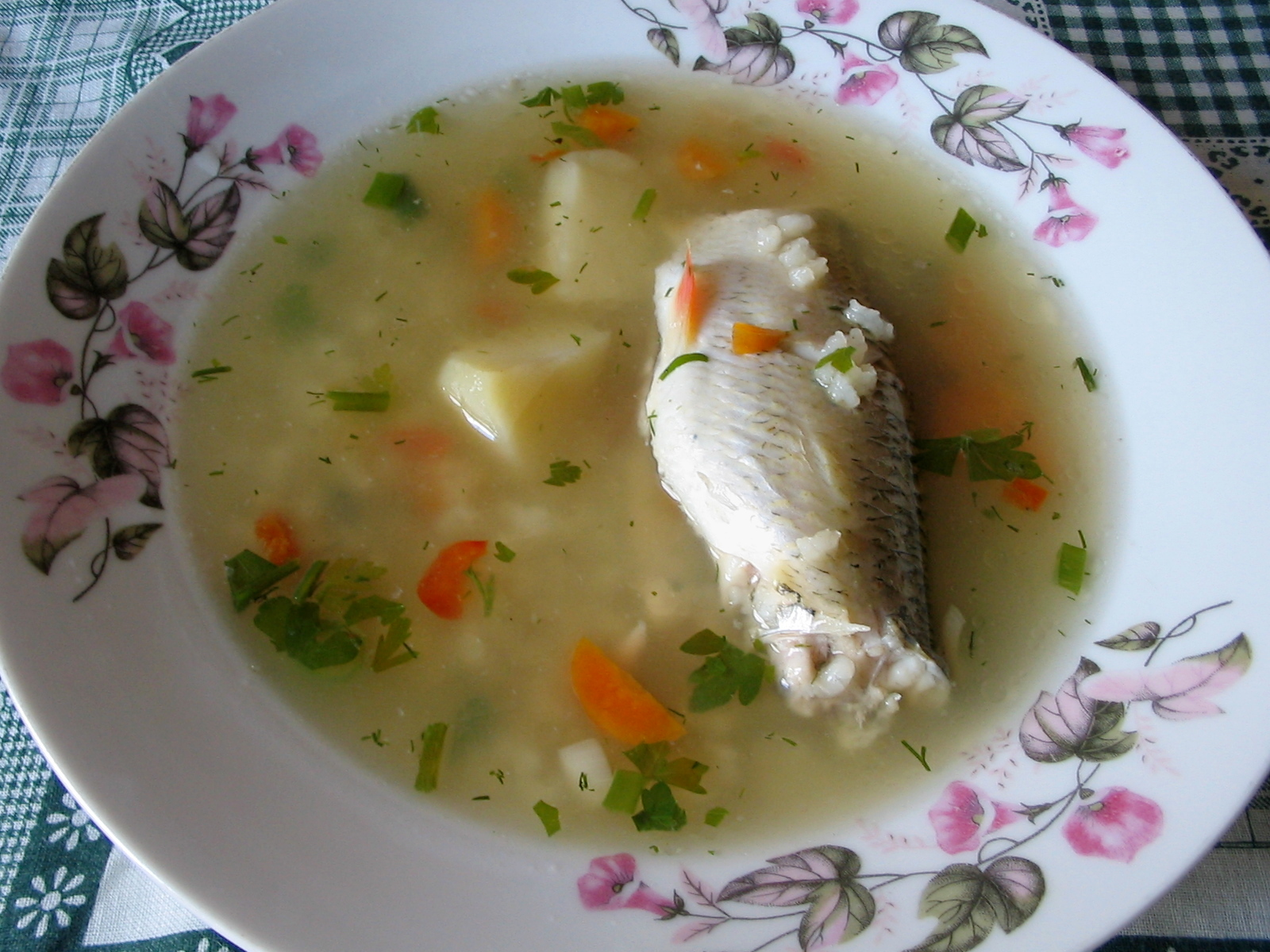
Уха

Русская народная кухня имеет достаточно обширное количество блюд. Растительные: Различные виды хлебов (ржаной хлеб и др.), каш (овсянка, гречка, перловка, и др.) и других злаковых блюд. Супы (щи, борщ, рассольник, крапивный суп, уха и др.), и другие блюда, состоящие из овощей, зелени, и др… (тушёные овощи, окрошка, и др.); Напитки: Холодные — Компот, морс, соки (яблочный, грушевый, вишнёвый, берёзовый, и др.), квас, медовуха, и др., Горячие — Чаи: Ромашковый, шалфейный, одуванчиковый, иван-чай, и др.

## Промыслы

### Росписи

#### Гжель
Бело-голубая роспись керамики (фарфора или фаянса) из Подмосковья, получившая распространение в XIX веке.

#### Тагильский поднос
Народный промысел по изготовлению и художественной росписи металлических подносов, существующий в городе Нижнем Тагиле.

#### Жостово
Народный промысел художественной росписи металлических подносов, существующий в деревне Жостово Московской области.

#### Хохлома
Представляет собой декоративную роспись деревянной посуды и мебели, выполненную чёрным и красным (а также, изредка, зелёным) цветом по золотистому фону. На дерево при выполнении росписи наносится не золотой, а серебряный оловянный порошок. После этого изделие покрывается специальным составом и три-четыре раза обрабатывается в печи, чем достигается уникальный медово-золотой цвет, придающий лёгкой деревянной посуде эффект массивности.
Традиционные орнаменты Хохломы — красные сочные ягоды рябины и земляники, цветы и ветки. Нередко встречаются птицы, рыбы и другие звери.
Выточенная ножом на токарном станке или вырезанная ножом из липы или берёзы, вещь тщательно покрывается тончайшим слоем глины. Просушенная «поваленная» вещь, многократно покрытая олифой, красится серебристым алюминиевым порошком, по которому затем наносится роспись масляными красками, главным образом, чёрной и красной, как наиболее жаростойкими. Расписанную вещь вновь несколько раз олифят и сушат в печи, после чего серебро даёт золотистый оттенок, а красные узоры ещё больше пламенеют на золотом и чёрном фоне, поэтому хохлому называют «золотой» и «пламенной». Хохломская роспись представляет собой растительный орнамент, составленный из небольшого числа мотивов, называемых «травкой», «кудриной», «ягодкой», «яблочком», «виноградом», «листиком», «древком» и т. д. Следует выделить два главных вида росписи: «травка», «кудрина».

#### Городецкая роспись
Русский народный художественный промысел. Существует с середины XIX века в районе города Городец. Яркая, лаконичная Городецкая роспись (жанровые сцены, фигурки коней, петухов, цветочные узоры), выполненная свободным мазком с белой и чёрной графической обводкой, украшала прялки, мебель, ставни, двери. В 1936 основана артель (с 1960 фабрика «Городецкая роспись»), изготовляющая сувениры; мастера — Д. И. Крюков, А. Е. Коновалов, И. А. Мазин.

#### Мезенская роспись по дереву
Определенный тип росписи деревянных прялок и утвари — ковшей, коробов, братин, сложившийся к началу XIX века в низовьях реки Мезень.
По стилю Мезенскую роспись можно отнести к наиболее архаичным видам росписи, дожившим до XX века. Предметы густо испещрены дробным узором — звёздами, крестиками, чёрточками, выполненным в два цвета: чёрный — сажа и красный — «земляная краска», охра. Основные мотивы геометрического орнамента — солярные диски, ромбы, кресты — напоминают аналогичные элементы трёхгранно-выемчатой резьбы.

#### Скань
Ажурный или напаянный на металлический фон узор из тонкой золотой, серебряной или медной проволоки, гладкой или свитой в верёвочки, также с дополнением зерни (маленькие серебряные или золотые шарики) и эмали.
Первые изделия на Руси появились в IX—X веках. В XV—XVI веке — время расцвета московской скани (мастера Амвросий, Иван Фомин). В XVIII—XIX веках налажено промышленное производство, стали использовать разнообразные технологии и материалы.

#### Каслинское литьё
Художественные изделия (скульптура, решётки, архитектурные элементы и т. д.) из чугуна и бронзы, производящиеся на чугунолитейном заводе в городе Касли Челябинской области.
Традиции Каслинского литья (графическая чёткость силуэта, сочетание тщательно отделанных деталей и обобщённых плоскостей с энергичной игрой бликов) сложились в XIX веке.

#### Палехская миниатюра
Народный промысел, развившийся в посёлке Палех Ивановской области. Лаковая миниатюра исполняется темперой на папье-маше. Обычно расписываются шкатулки, ларцы, кубышки, брошки, панно, пепельницы, заколки для галстука, игольницы и т. д..
Типичные сюжеты Палехской миниатюры позаимствованы из повседневной жизни, литературных произведений классиков, сказок, былин и песен. Работы обычно выполняются на чёрном фоне и расписываются золотом.

#### Федоскинская миниатюра
Вид традиционной русской лаковой миниатюрной живописи масляными красками на папье-маше, сложившийся в конце XVIII века в подмосковном селе Федоскино.

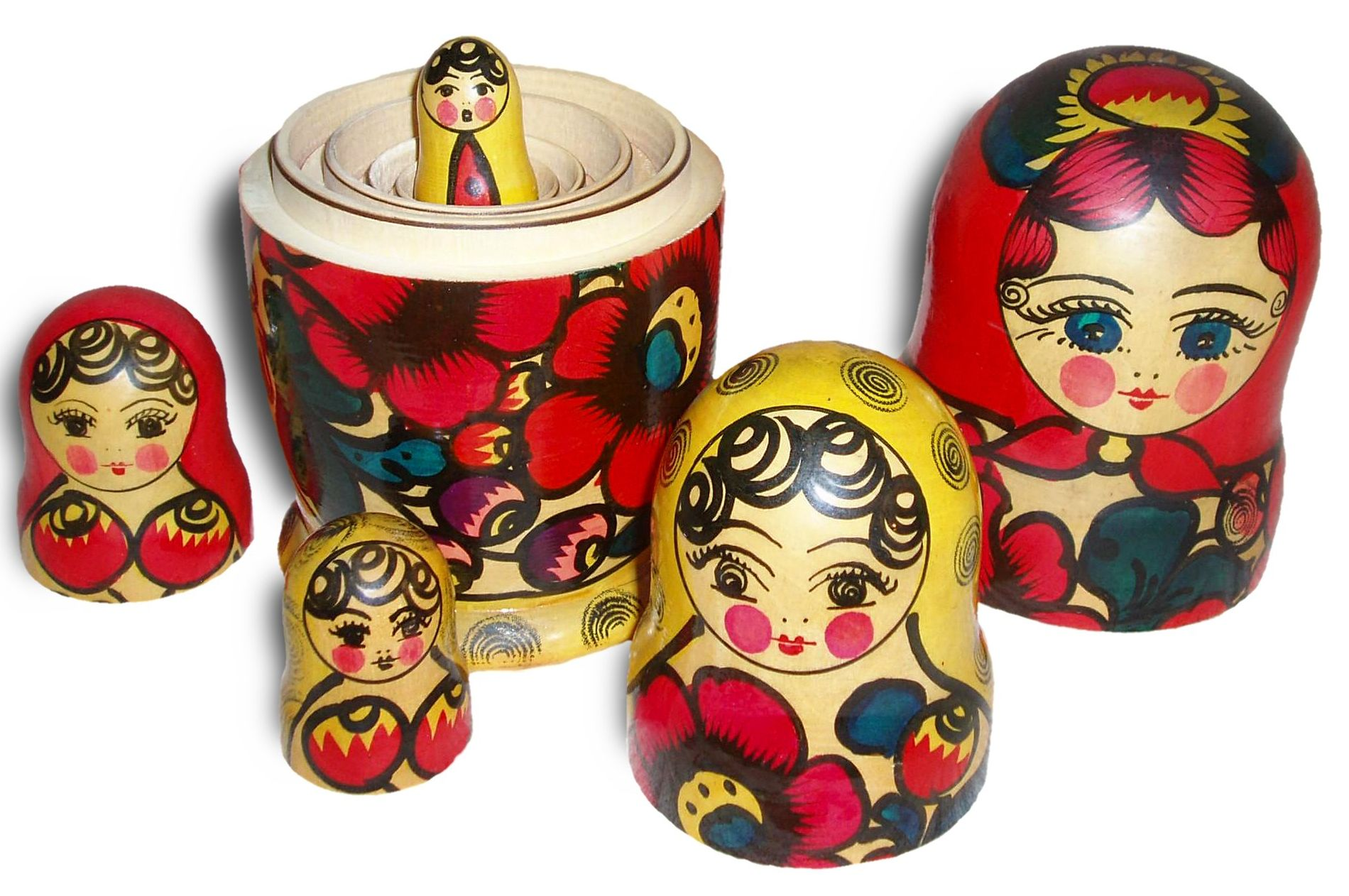
Разобранная матрёшка

### Игрушки

#### Дымково
Народный промысел изготовления и росписи глиняных фигурок, существующий в Кирове.

#### Матрёшка
Русская деревянная игрушка в виде расписной полой куклы, внутри которой находятся подобные ей куклы меньшего размера. Традиционная роспись матрёшки часто изображает крестьянских девушек в традиционных нарядах. В последнее время возможный диапазон тем росписи ничем не ограничен, начиная от сказочных персонажей и заканчивая советскими лидерами.
Матрёшка является одним из самых популярных сувениров для иностранных туристов в России.

## Фестивали, конференции, конкурсы
В России и других странах мира проводятся различные мероприятия посвящённые русской народной культуре:
- Всероссийский конгресс фольклористов[9]
- Всероссийский фестиваль русской традиционной культуры "Егорий Хоробрый"
- Международная конференция «Славянская традиционная культура и современный мир»
- Всероссийский фестиваль-конкурс ансамблей народного танца и вокально-хореографических коллективов на приз О. Князевой[10]
- Всероссийский фестиваль фольклорных театров «Охочие комедианты»[11]
- Всероссийский конкурс народных мастеров «Русь мастеровая»[12]
- Международная научная конференция «Славянские чтения». Проводится с 1996 года, проводится ежегодно в середине мая на гуманитарном факультете Даугавпилсского университета, Латвия[13]